# Gobernación de Baalbek-Hermel
La gobernación de Baalbek - Hermel, esta Mohafazah (gobernación) de Baalbek-Hermel es una de las ocho provincias del Líbano, la que fue definida por Ley 522 del 16 de julio del 2003. Cuenta con un total de cinco federaciones de municipios y 63 municipios dentro del distrito de Baalbek y en el distrito de Hermel. La ciudad de Baalbek es el centro administrativo de esta gobernación.
Durante las últimas elecciones municipales celebradas en 2004, la provincia de Baalbek-Hermel tenía 365.512 ciudadanos registrados como electores.